# Macrodictyum proliferum
Macrodictyum proliferum là một loài Rêu trong họ Dicranaceae. Loài này được (Mitt.) E.H. Hegew. mô tả khoa học đầu tiên năm 1978.